# Péninsule de Pärispea
La péninsule de Pärispea, estonien : Pärispea poolsaar, est une péninsule d'Estonie située sur la côte du golfe de Finlande

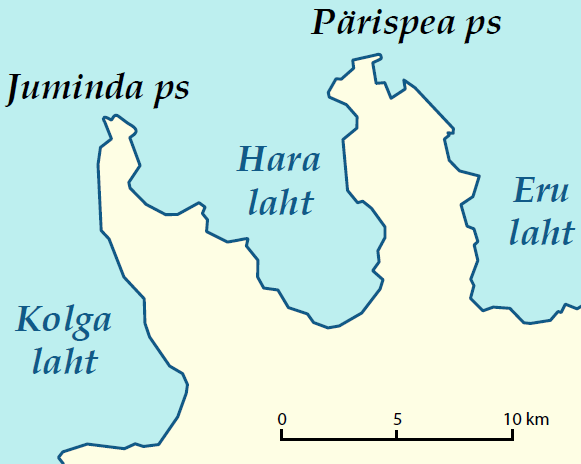
Carte d'une partie de la côte septentrionale de l'Estonie avec la péninsule de Pärispea (légendée Pärispea ps).

## Géographie
La péninsule est située entre la baie de Hara et la baie de Eru à 75 km à l'est de Tallinn par la Route de Tallinn à Narva.
Sa longueur est de 12 kilomètres et sa largeur d'environ 4 kilomètres.
La population habite la ville de Loksa, et les villages côtiers de Suurpea, Viinistu, Turbuneeme et Kasispea.